# 天心アンリ
天心 アンリ（てんしん あんり、1983年11月7日 - ）は、日本の元女子プロボクサー。本名・中川 杏里（なかがわ あんり）。旧リングネーム・アンリ。福島県いわき市出身。山木ジム（現山木ボクシングジム）所属。JWBCライトフライ級（初代）・ミニフライ級（第6代）王者。

## 来歴
聖和学園高校ではサッカー部に所属し全国大会優勝を経験。
東京女子体育大学でもサッカー部（同期に北本綾子）で引き続き活躍するが、1年後輩だった前田睦美（ツバサ、現天空ツバサ）がボクシングに転向。そのデビュー戦を観戦して、自身も大学卒業後にボクシング転向。ツバサも所属する山木ジムに入門。リングネームを「アンリ」とする。
2005年6月12日、北沢タウンホールでの中村絵美戦でデビュー。TKO勝ちを収めた。
2007年7月29日、いわき市平体育館で日本ライトフライ級初代王座決定戦に挑み、櫻田由樹を3-0判定で下し地元でタイトルを獲得した。
8月15日、タイ・バンコクにて宮尾綾香を倒したシリポン・タウィスクが持つWBC女子世界ライトフライ級王座に挑戦したが、0-3判定により敗退。
10月19日、北朝鮮の開城市で同国のSung-Ae Jangと対戦、1RでKOされ連敗。この試合には本名の中川杏里で出場。
11月18日、岡山市・オレンジホールにて日本ミニフライ級王座決定戦を戦い、森山晶を判定の末下し、2階級制覇を達成する。なお、前回KO負けしてから1か月足らずの試合だった。
2008年に行われたJBC第1回プロテストで合格。JBCではそれまで使用していたリングネーム「アンリ」は認められないため、「天心アンリ」に改名した。
5月9日のJBC初の女子興行「G Legend」（後楽園ホール）にてアマチュア出身の富樫直美と対戦。減量の失敗による脱水状態を理由に2回終了後に棄権しTKO負け、試合後に担架で運ばれた。この試合後、7月に韓国でWBC女子世界ライトフライ級暫定王座決定戦への出場を予定していたが、代わりに富樫が挑戦し、JBC公認初の女子世界王座獲得に成功した。
その後も再起を目指し練習を再開したが、8月25日付の本人ブログ上にて引退を表明。JBCでは富樫戦の1試合のみとなった。引退表明後も山木ジムHPの「選手紹介」欄に記載は残っており、ライセンスも残したままだったが、復帰はならずライセンスも失効となった。

## 戦績
- プロボクシング:12戦 7勝 1KO 4敗 1分

| 戦           | 日付           | 勝敗 | 時間    | 内容     | 対戦相手                               | 国籍   | 備考                                |
| ------------ | -------------- | ---- | ------- | -------- | -------------------------------------- | ------ | ----------------------------------- |
| 1            | 2005年6月12日  | 勝利 | 4R 0:36 | TKO      | 中村絵美(MAX)                          | 日本   | プロデビュー戦                      |
| 2            | 2005年10月1日  | 引分 | 4R      | 判定 1-0 | 近藤みゆき(B.I.T.)                     | 日本   |                                     |
| 3            | 2005年11月20日 | 敗北 | 4R      | 判定 2-0 | 宇都実穂(マーシャルアーツ)             | 日本   |                                     |
| 4            | 2006年4月30日  | 勝利 | 4R      | 判定 3-0 | 宇都実穂(マーシャルアーツ)             | 日本   |                                     |
| 5            | 2006年6月10日  | 勝利 | 4R      | 判定 3-0 | 伊藤まみ(TKM)                          | 日本   |                                     |
| 6            | 2007年2月12日  | 勝利 | 6R      | 判定 2-1 | ジェット・イズミ(クロスポイント吉祥寺) | 日本   |                                     |
| 7            | 2007年4月15日  | 勝利 | 4R      | 判定 3-0 | 相川周子(BCG)                          | 日本   |                                     |
| 8            | 2007年7月29日  | 勝利 | 8R      | 判定 3-0 | 櫻田由樹(Fギャラクシー)                | 日本   | 日本ライトフライ級タイトルマッチ    |
| 9            | 2007年8月15日  | 敗北 | 10R     | 判定 0-3 | シリポン・タウィスク                   | タイ   | WBC女子ライトフライ級タイトルマッチ |
| 10           | 2007年10月19日 | 敗北 | 1R 1:15 | KO       | Sung-Ae Jang                           | 北朝鮮 |                                     |
| 11           | 2007年11月18日 | 勝利 | 8R      | 判定 3-0 | 森山晶(フジワラ)                       | 日本   | 日本ミニフライ級タイトルマッチ      |
| 12           | 2008年5月9日   | 敗北 | 2R終了  | TKO      | 富樫直美(ワタナベ)                     | 日本   |                                     |
| テンプレート |                |      |         |          |                                        |        |                                     |